# Херман фон Барт-Харматинг
Херман фон Барт-Харматинг (на немски: Hermann von Barth-Harmating) е германски алпинист, пътешественик, изследовател на Африка.

## Биография
Роден е на 5 юни 1845 година в Еурасбург, Бавария. Следва право в Университета в Мюнхен и по време на следването си през 1868 г. провежда юридически изследвания в Бертехсгаден. След дипломирането си като юрист през 1873 година започва да изучава естествени науки.
От 1869 година започва активното му занимание като алпинист и до 1873 година изкачва над 120 върха в Алпите, като на 15 от тях е първопокорител. Характерната особеност за неговата алпинистка дейност, че повечето от върховете изкачва самостоятелно.
През 1876 година е поканен от португалското правителство да извърши геоложки изследвания в Ангола. От юни до декември 1876 година картира цялото течение на река Лукала (десен приток на Кванза) в Ангола и изворните области на реките Денде и Бенго, вливащи се в Атлантическия океан.
На 7 декември 1876 година, само на 31-годишна възраст, се самоубива в Сао Паоло де Луанда, Ангола.

## Памет
Като признат алпинист и катерач множество обекти в Алпите са кръстени на негово име – маршрути за изкачване, върхове, хижи и други.